# Saison 2012-2013 du Clermont Foot Auvergne 63
La saison 2012-2013 du Clermont Foot Auvergne 63, club de football français, voit le club évoluer en Ligue 2.

## Avant-saison

### Transferts
| Été                   |             |                        |              |
| Nom                   | Nationalité | Provenance/Destination | Division     |
| Arrivées              |             |                        |              |
| Pierrick Capelle      | France      | US Quevilly            | National     |
| Emmanuel Imorou       | Bénin       | SC Braga               | Liga Sagres  |
| Grégory Lacombe       | France      | Montpellier HSC        | Ligue 1      |
| Steve Pinau (en)      | France      | Aviron bayonnais       | National     |
| Yannis Salibur        | France      | US Boulogne            | National     |
| Alifousseyni Touncara | France      | Olympique lyonnais     | Ligue 1      |
| Hugo Vidémont         | France      | Premier contrat pro    | /            |
| Retours de prêt       |             |                        |              |
| Michaël Fabre         | Algérie     | RC Lens                | Ligue 2      |
| Départs               |             |                        |              |
| Romain Alessandrini   | France      | Stade rennais          | Ligue 1      |
| Fins de Contrat       |             |                        |              |
| Cédric Lubasa         | RD Congo    | Gazélec Ajaccio        | Ligue 2      |
| Benjamin Morel        | France      | Amiens SC              | National     |
| Guillaume Moullec     | France      | USJA Carquefou         | National     |
| Mehdi Namli           | Maroc       | Moghreb Tetouan        | Botola Pro 1 |
| Florent Sauvadet      | France      | Libre                  | /            |
| Fin de prêt           |             |                        |              |
| Loïck Landre          | France      | Paris SG               | Ligue 1      |
| Jessy Moulin          | France      | AS Saint-Étienne       | Ligue 1      |

| Hiver                 |             |                        |                |
| Nom                   | Nationalité | Provenance/Destination | Division       |
| Arrivées              |             |                        |                |
| Grégory Bettiol       | France      | ES Troyes AC           | Ligue 1        |
| Prêts                 |             |                        |                |
| Aadil Assana (en)     | France      | AS Monaco              | Ligue 1        |
| Départs               |             |                        |                |
| Jean-François Rivière | France      | Gazélec Ajaccio        | Ligue 2        |
| Yacouba Sylla         | Mali        | Aston Villa            | Premier League |

## Compétitions

### Championnat
La saison 2012-2013 de Ligue 2 est la soixante-quatorzième édition du championnat de France de football de seconde division et la onzième sous l'appellation « Ligue 2 ». La division oppose vingt clubs en une série de trente-huit rencontres. Les meilleurs de ce championnat sont promus en Ligue 1.
Les promus de la saison précédente, le SC Bastia, champion de Ligue 2 en 2011-2012, le Stade de Reims, qui retrouve l'élite du football français 33 ans après l'avoir quittée, et l'ES Troyes AC, sont remplacés par le SM Caen, le Dijon FCO et l'AJ Auxerre, qui quitte la première division 32 ans après avoir l'avoir intégrée. Les relégués de la saison précédente, le FC Metz, qui rejoint la troisième division pour la première fois de son histoire, l'US Boulogne CO et le Amiens SCF, sont remplacés par le Nîmes Olympique, champion de National en 2011-2012, les Chamois niortais et le GFC Ajaccio.

### Coupe de France
La coupe de France 2012-2013 est la 96e édition de la coupe de France, une compétition à élimination directe mettant aux prises les clubs de football amateurs et professionnels à travers la France métropolitaine et les DOM-TOM. Elle est organisée par la FFF et ses ligues régionales.
| Date                          | Tour    | Adversaire | Lieu   | Résultat           | Buteurs pour le Clermont Foot | Affluence       | Diffuseur |
| ----------------------------- | ------- | ---------- | ------ | ------------------ | ----------------------------- | --------------- | --------- |
| sam.-dim. 17-18 novembre 2012 | 7e tour | AS Yzeure  | Yzeure | 1-1 (3-4 au t-a-b) | Nicolas Bayod                 | 1 500 personnes |           |

### Coupe de la ligue
La Coupe de la Ligue 2012-2013 est la 19e édition de la Coupe de la Ligue, compétition à élimination directe organisée par la Ligue de football professionnel (LFP) depuis 1994, qui rassemble uniquement les clubs professionnels de Ligue 1, Ligue 2 et National.
| Date               | Tour | Adversaire   | Lieu | Résultat  | Buteurs pour le Clermont Foot                | Affluence       |
| ------------------ | ---- | ------------ | ---- | --------- | -------------------------------------------- | --------------- |
| mardi 7 août 2012  | 1er  | FC Istres OP | Ext. | 2-1 (a.p) | Steve Pinau (44e) et Pierrick Capelle (110e) | 1 550 personnes |
| mardi 28 août 2012 | 2e   | SM Caen      | Dom. | 0-1       |                                              | 1 561 personnes |